# Сидоркино (Новосибирская область)
Сидоркино — посёлок в Чулымском районе Новосибирской области. Входит в состав Осиновского сельсовета.

## География
Площадь посёлка — 36 га.

## Население
| 1926 | 2002 | 2007 | 2010 |
| ---- | ---- | ---- | ---- |
| 581  | ↘146 | ↗157 | ↘121 |

## Инфраструктура
В посёлке по данным на 2007 год функционируют 1 учреждение здравоохранения и 1 учреждение образования.